# Sherril V. Schell
Sherril V. Schell, född 1877 i Iowa, USA, död 1964,  var en fotograf med inriktning på arkitektur och porträtt, verksam i London under de första decennierna på 1900-talet. Han är bland annat känd för många porträtt på författaren Rupert Brooke.
Sherril V. Schell var gift med Blanche Bonestell, syster till konstnären och designern Chesley Bonestell (1888–1986).